# Salvador Mariona
Salvador Mariona (ur. 16 grudnia 1943 w Santa Tecla) – salwadorski piłkarz, reprezentant kraju grający na pozycji obrońcy.

## Kariera klubowa
Przygodę z futbolem Salvador Mariona rozpoczynał na początku lat sześćdziesiątych w klubie Mario Calvo. W latach sześćdziesiątych i siedemdziesiątych występował w klubie Alianza San Salvador. W latach siedemdziesiątych występował w meksykańskim Atlante FC. Kariery piłkarską zakończył w Platense Zacatecoluca w 1977 roku.

## Kariera reprezentacyjna
Karierę reprezentacyjną Salvador Mariona rozpoczął w 1962 roku. W 1969 roku uczestniczył w zakończonych pierwszym, historycznym awansem eliminacjach do Mistrzostw Świata 1970. Na Mundialu w Meksyku wystąpił w 3 spotkaniach: ze Związkiem Radzieckim, Meksykiem i Belgią.

## Obecnie
W chwili obecnej Salvador Mariona jest działaczem swojego byłego klubu Alianzy San Salvador.